# Marumba gaschkewitschii
Espèce
Marumba gaschkewitschii  est une espèce d'insectes lépidoptères appartenant à la famille des Sphingidae, à la sous-famille des Smerinthinae, à la tribu des Smerinthini et au genre Marumba.

## Distribution
Sud-est asiatique.

## Description

### Imago
L'envergure est 70-92 mm. 

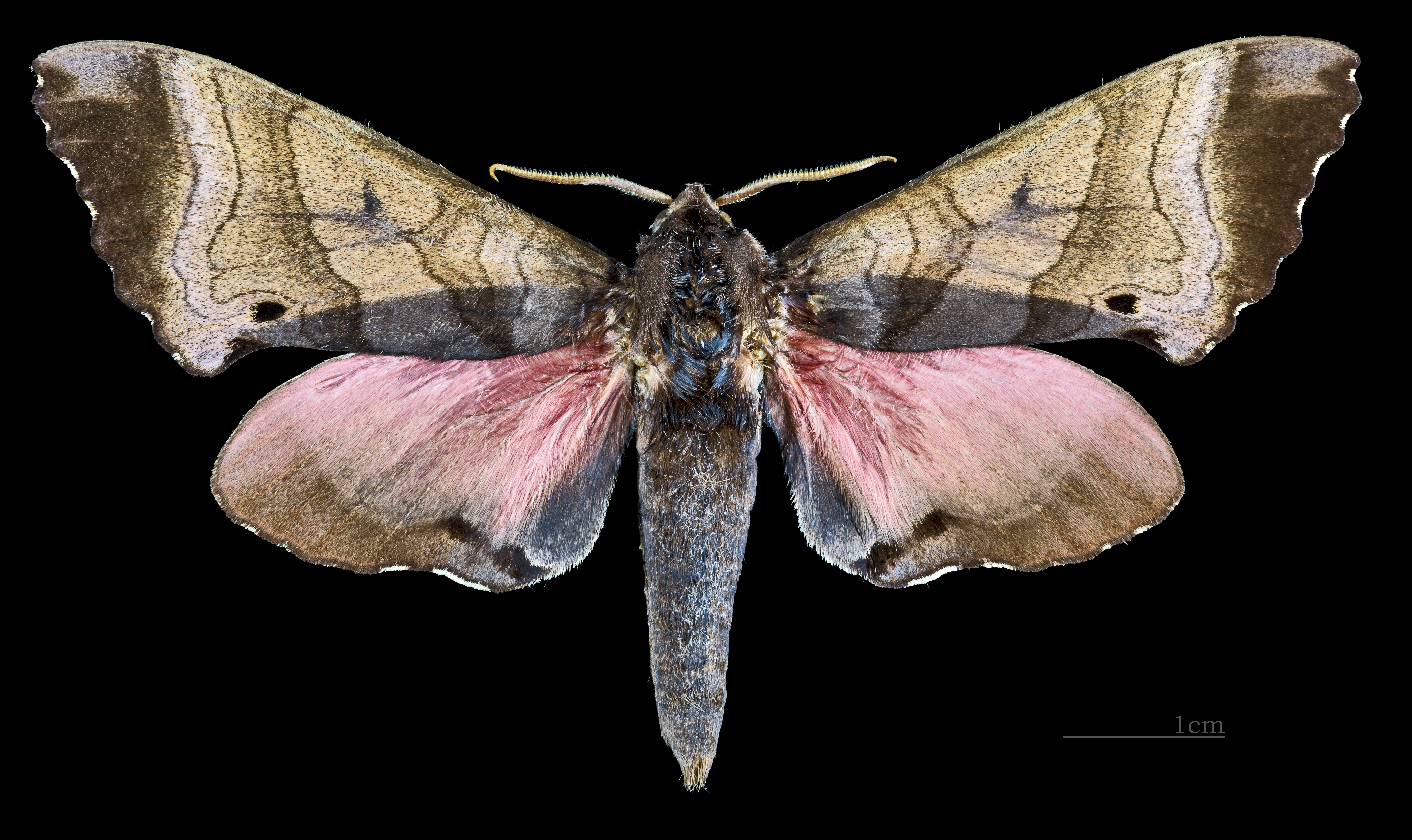
Marumba gaschkewitschii echephron ♂ MHNT
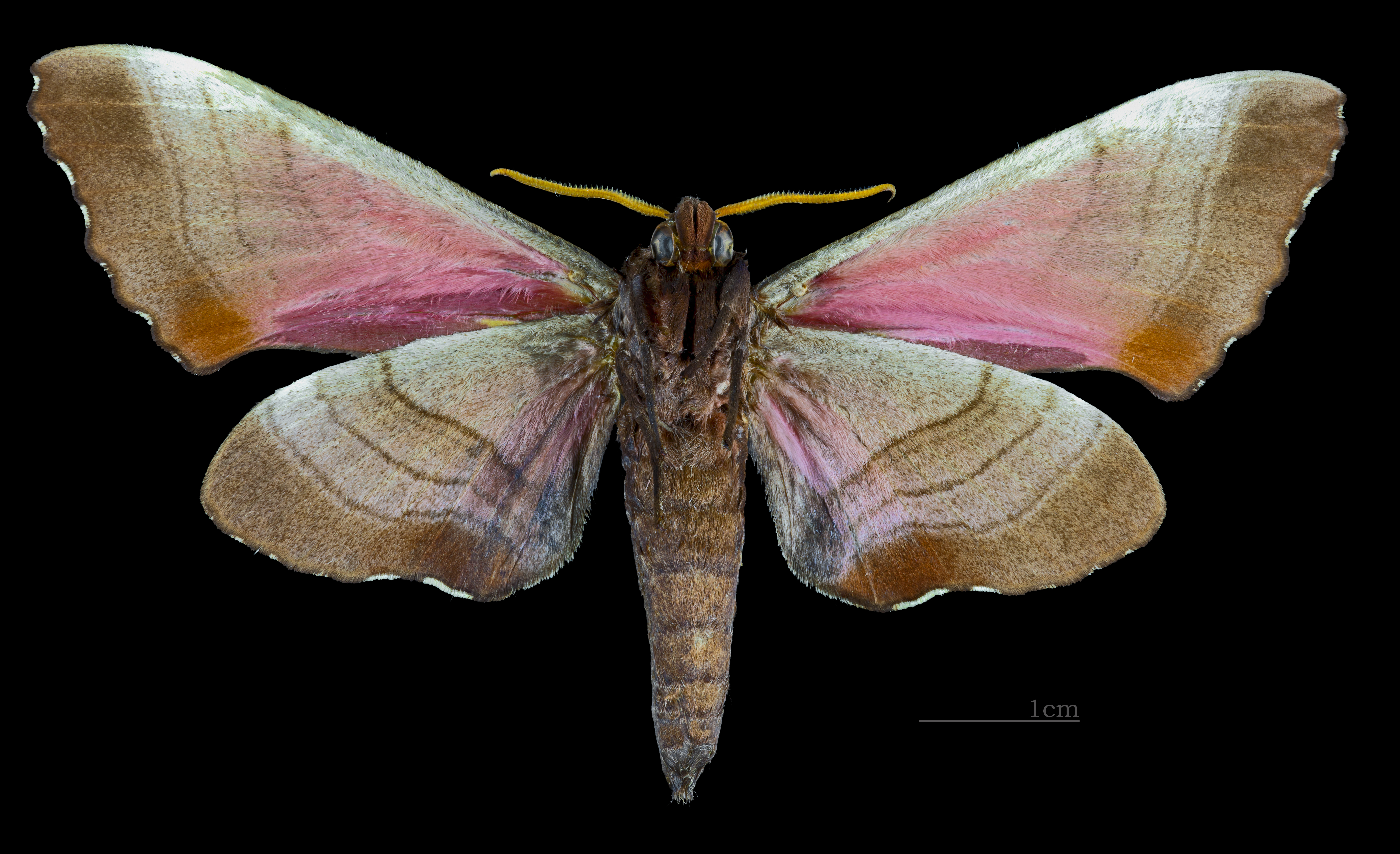
Marumba gaschkewitschii echephron ♂ △ MHNT
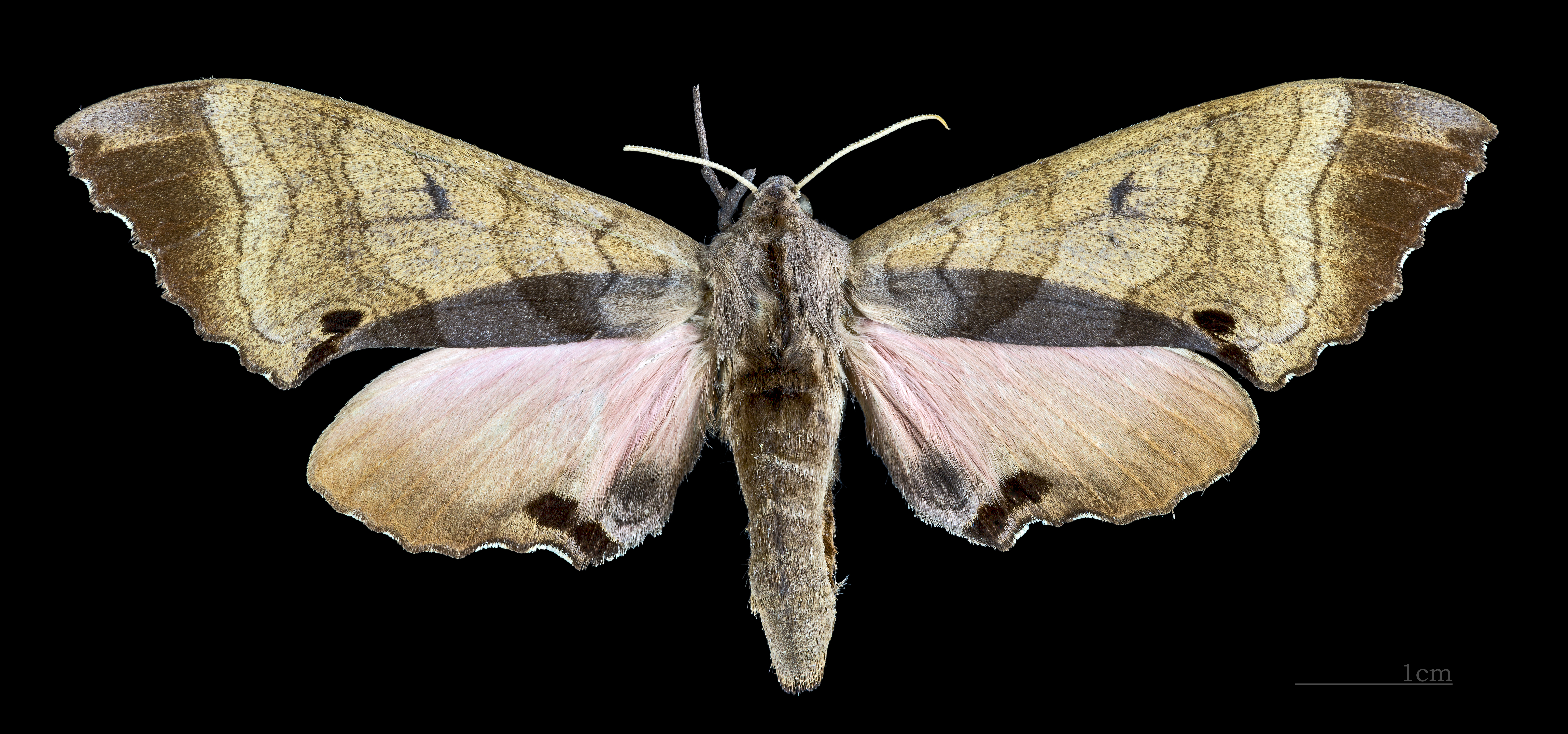
Marumba gaschkewitschii echephron ♀  MHNT
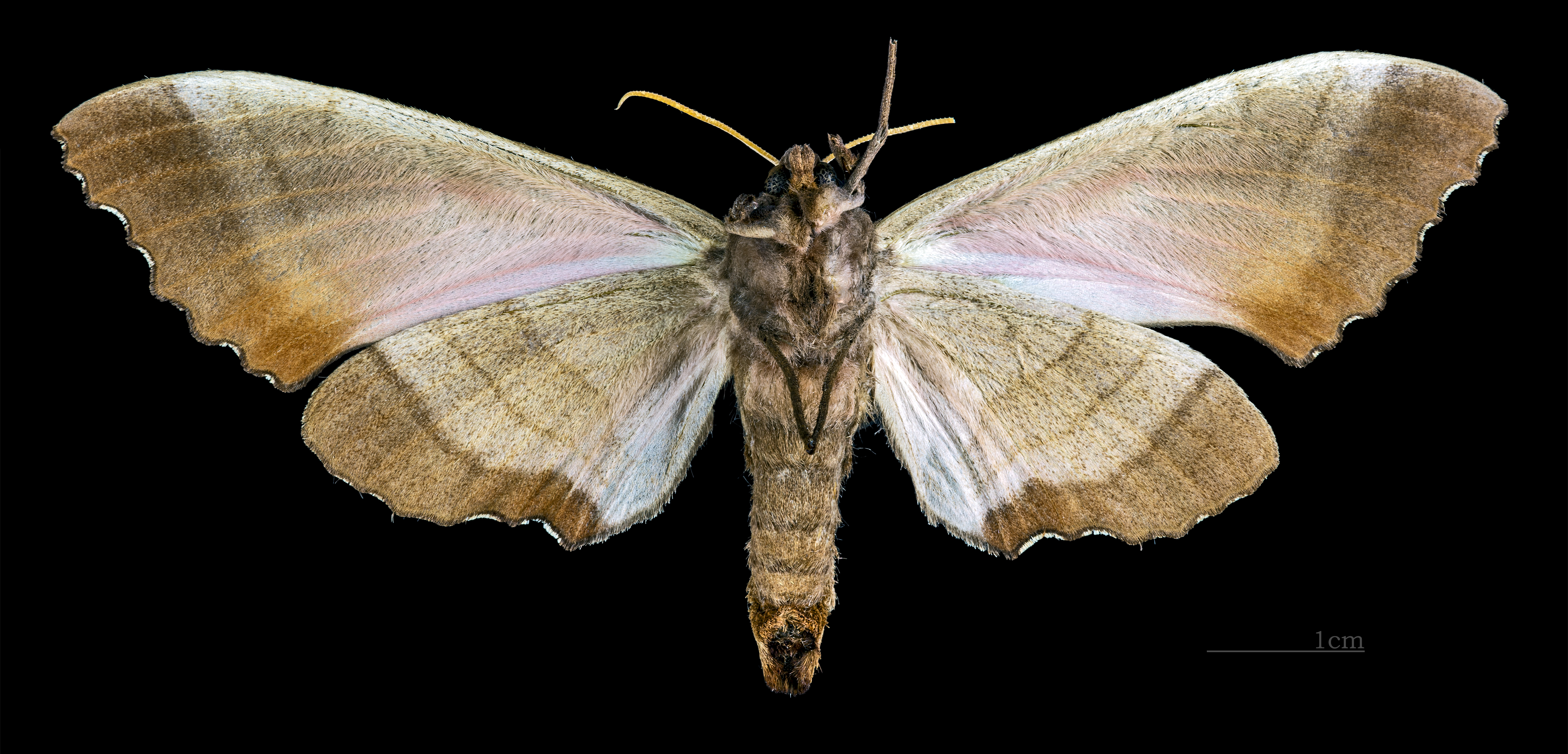
Marumba gaschkewitschii echephron ♀ △ MHNT

### Chenille et chrysalide
La chenille est d'un vert vif avec de nombreux points blancs. La tête est également verte, de forme triangulaire. Les segments thoraciques ont deux lignes blanches longitudinales. Sur le dos et les côtés des segments abdominaux il y a  6-7 lignes blanches obliques ; une corne jaune-vif sur le dernier segment du corps. La longueur de la chenille peut atteindre jusqu'à 60 mm. 
La chrysalide mesure environ 40 mm de long. Elle est brun foncé, avec une crête ridée très marquée sur la couronne.

## Biologie
Les adultes volent de la mi-mai à la fin août en Corée. Il y a une à trois générations par an.
Les chenilles se nourrissent sur Eriobotrya japonica et diverses espèces des genres Malus, Prunus et Pyrus. Elle est considérée comme un ravageur pour Prunus mume.
Les chenilles se développent sur les litsées, Machilus, et sur le genre Phoebe.

## Systématique
L'espèce Marumba gaschkewitschii a été décrite par les entomologistes Otto Bremer (naturaliste) et William Grey, en 1853, sous le nom initial de Smerinthus gaschkewitschii.

### Synonymie
- Smerinthus gaschkewitschii Bremer & Grey, 1853 Protonyme
- Marumba gaschkevitshi Kuznetsova, 1906
- Marumba omei Clark, 1936
- Marumba fortis Jordan, 1929
- Smerinthus heynei Austaut, 1892
- Smerinthus maasseni Staudinger, 1892
- Triptogon roseipennis Butler, 1875

### Taxinomie
Liste des sous-espèces
- Marumba gaschkewitschii gaschkewitschii (plaines de Chine orientale, de Pékin et Shandong au sud de la rivière Yangtze)
- Marumba gaschkewitschii complacens (Chine centrale et du sud-est, du Ningxia et du Shaanxi sud au Sichuan, puis à l'est de Shanghai, du Zhejiang et du Fujian et au sud par le biais du Guangdong, Hong Kong et du Guangxi au nord du Vietnam)
- Marumba gaschkewitschii carstanjeni (Staudinger, 1887) (sud-est Extrême - Orient russe, Khabarovsk Kray, Kamchatka, Primorskiy Kray, péninsule coréenne, au nord-est de la Chine, Heilongjiang, Jilin, Liaoning, Hebei, Beijing)
- Marumba gaschkewitschii discreta (Transbaïkalie, Chita (Edinenie, Onon), Mongolie centrale et occidentale (Province Hovd), ovo-Hangaj Province (Hovd), Vostochnyy Aimak)
- Marumba gaschkewitschii echephron (Boisduval, [1875]) (Japon (Hokkaido, Honshu, Shikoku, Kyushu, Tsushima, Yakushima)
- Marumba gaschkewitschii gressitti  Clark, 1937 (Taiwan (Nantou Hsien, Puli, Hualien Hsien, Taroko National Park)
- Marumba gaschkewitschii irata (Népal, à travers le nord-est de l' Inde et le sud du Tibet au Yunnan et dans le nord du Vietnam)

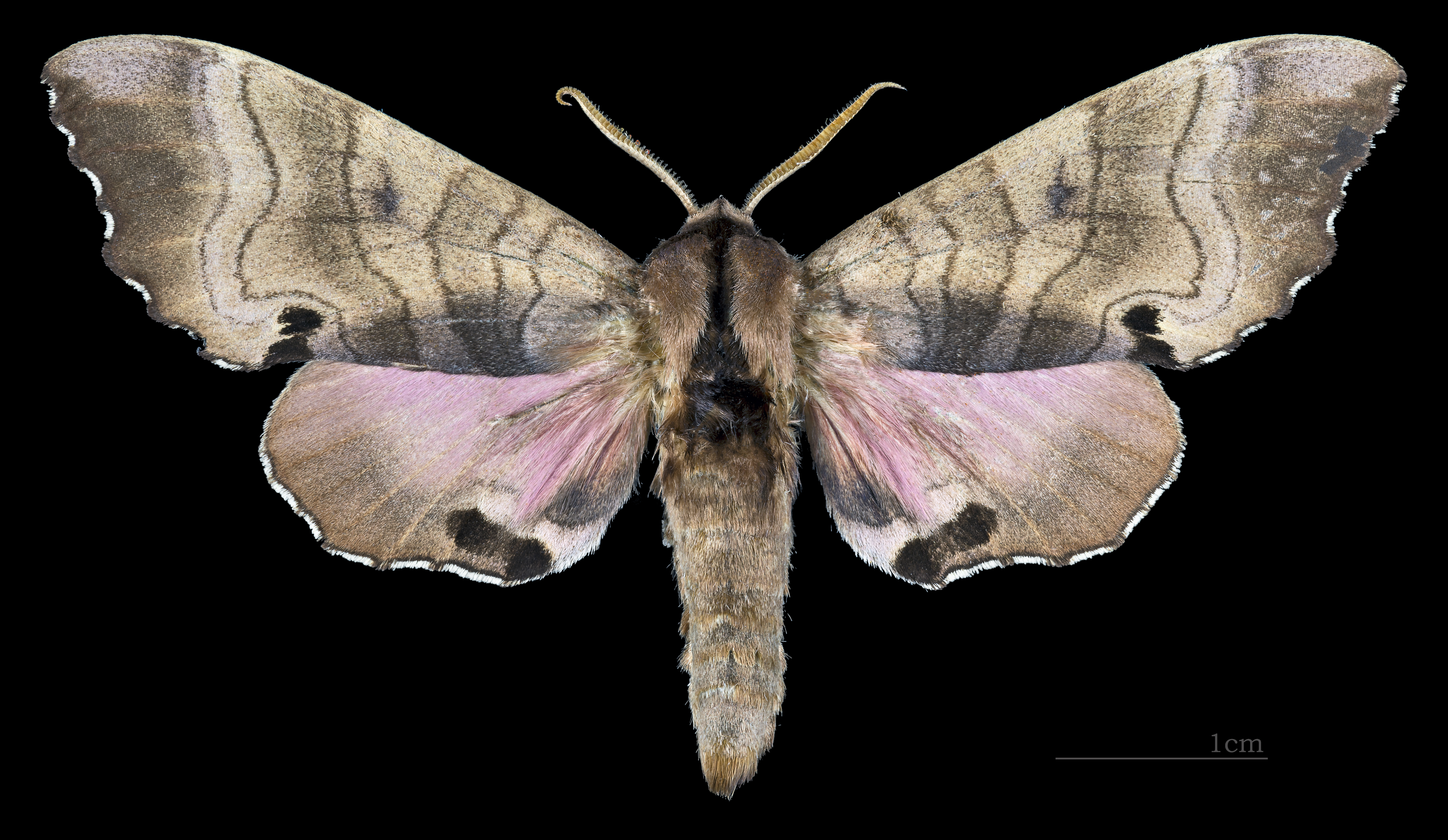
Marumba gaschkewitschii carstanjeni avers du mâle (coll.MHNT)
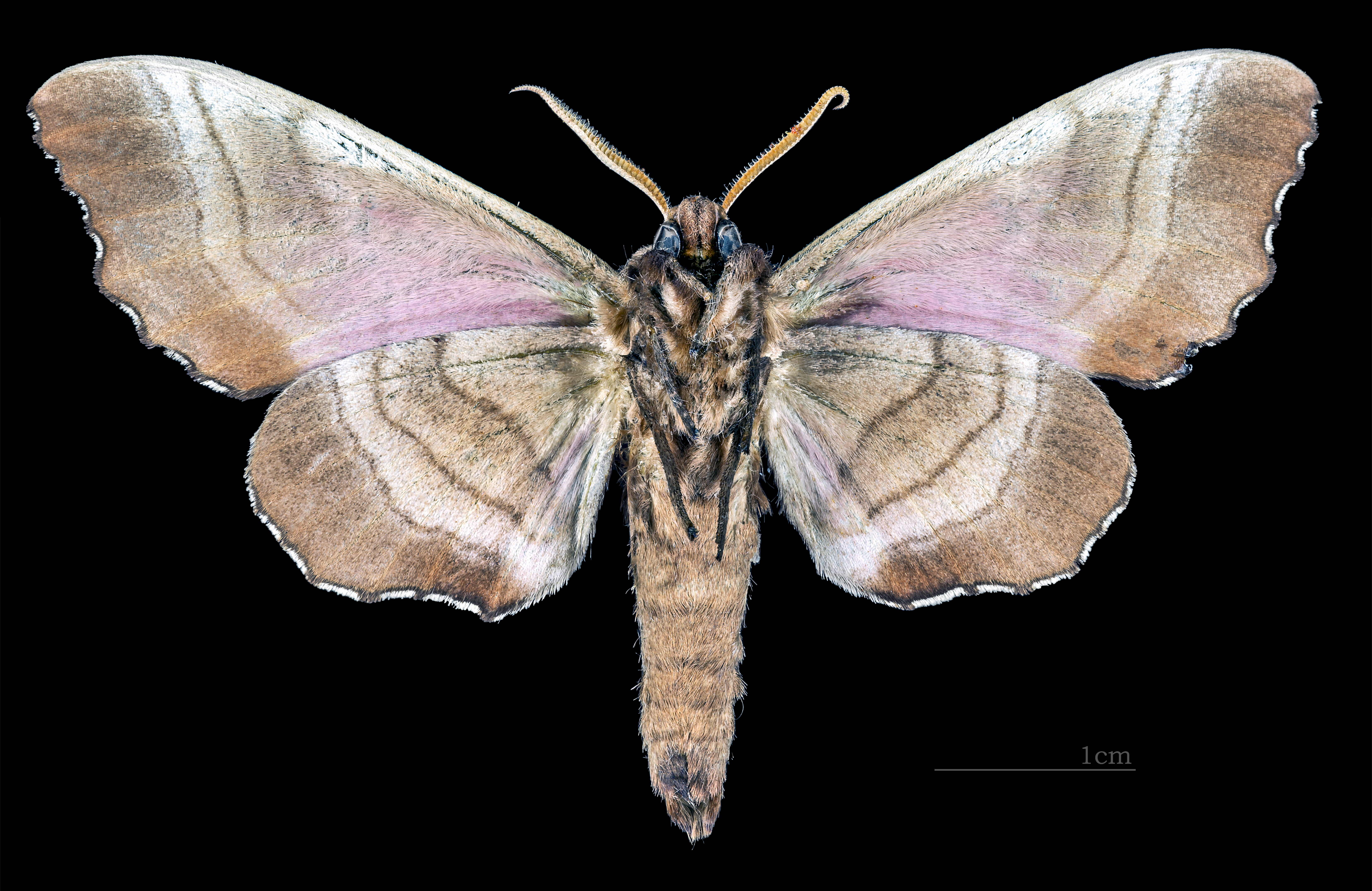
Marumba gaschkewitschii carstanjeni revers du mâle (coll.MHNT)

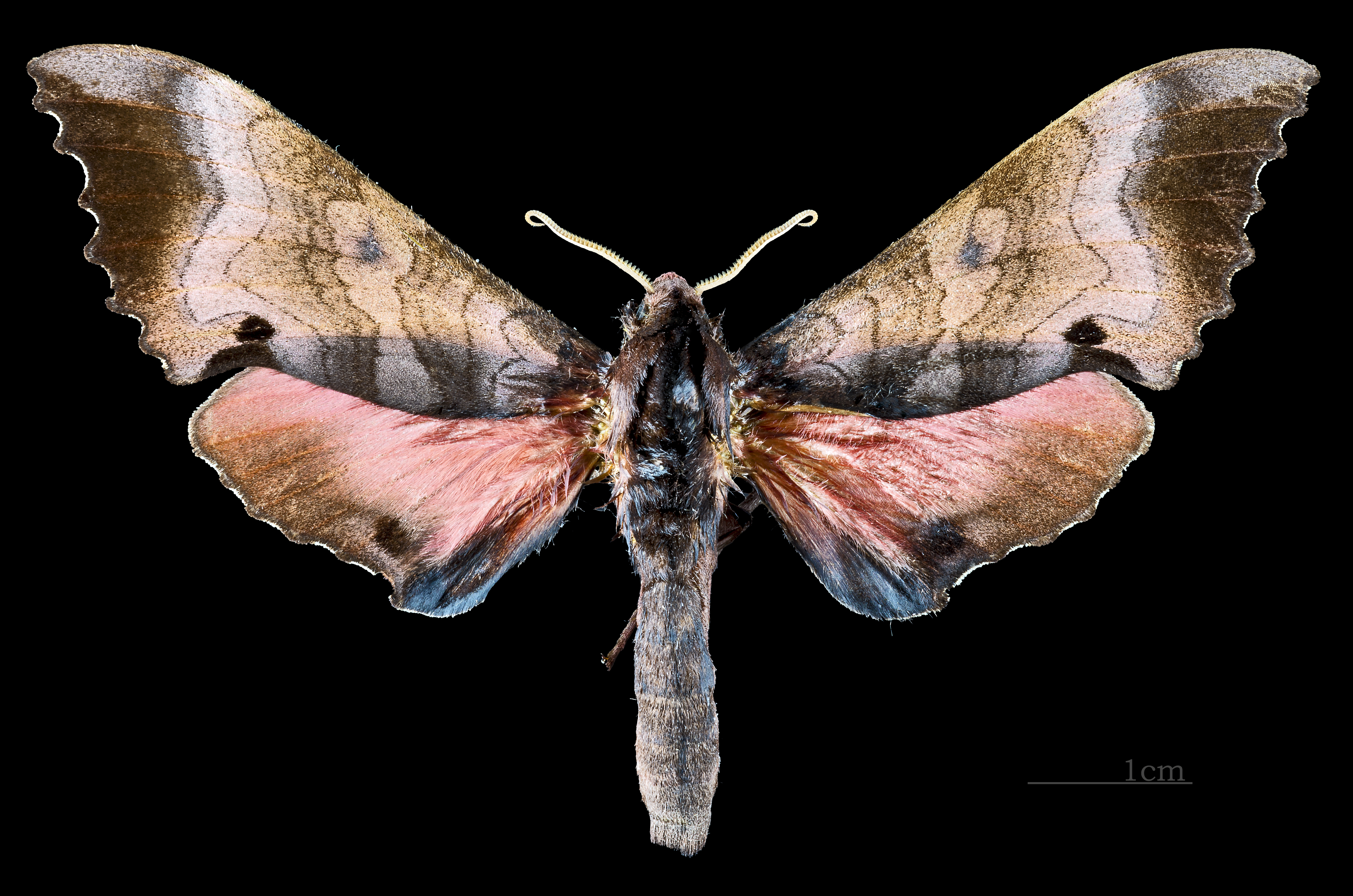
Marumba gaschkewitschii gressitti  avers du mâle (coll.MHNT)
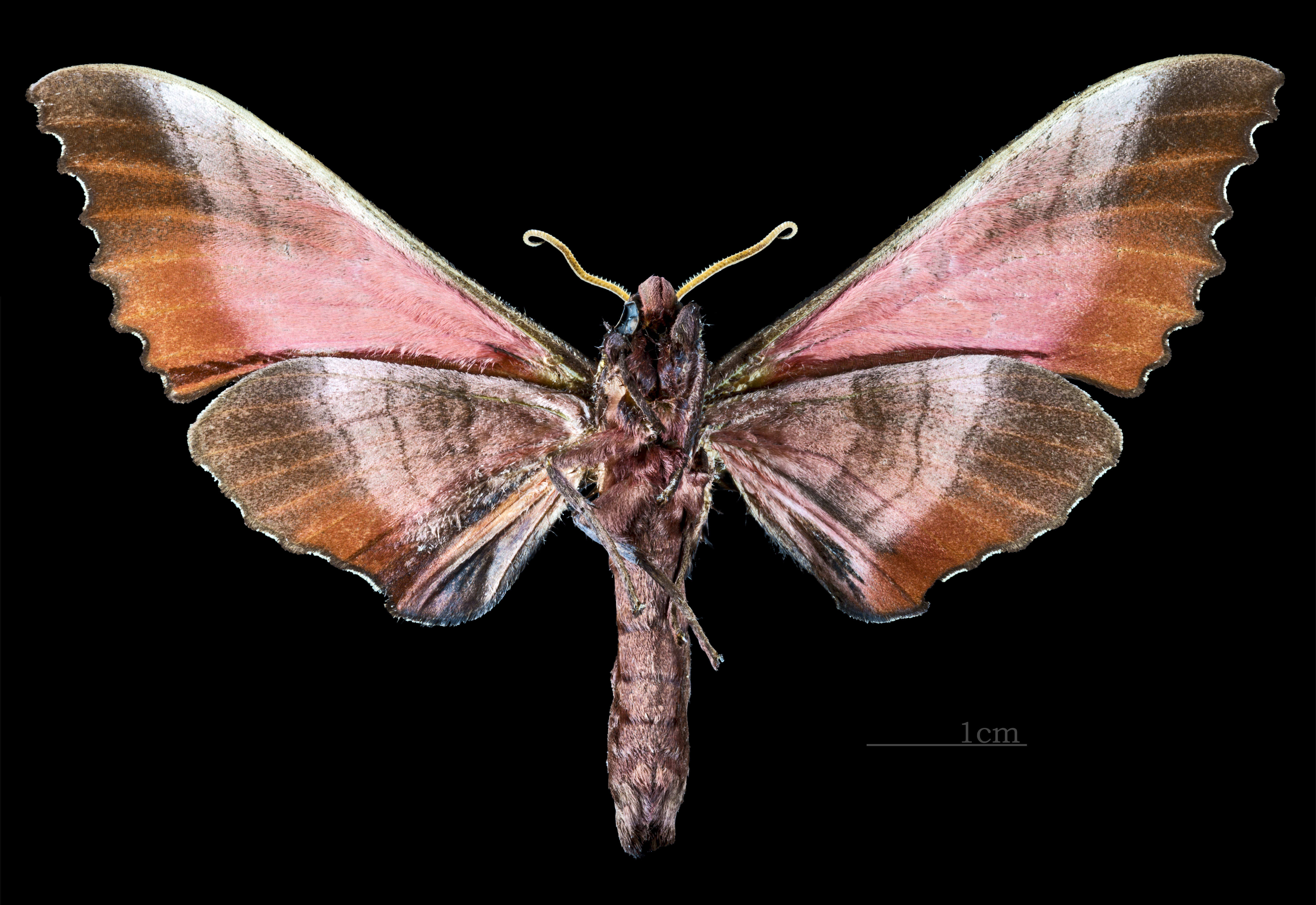
Marumba gaschkewitschii gressitti  revers du mâle (coll.MHNT)
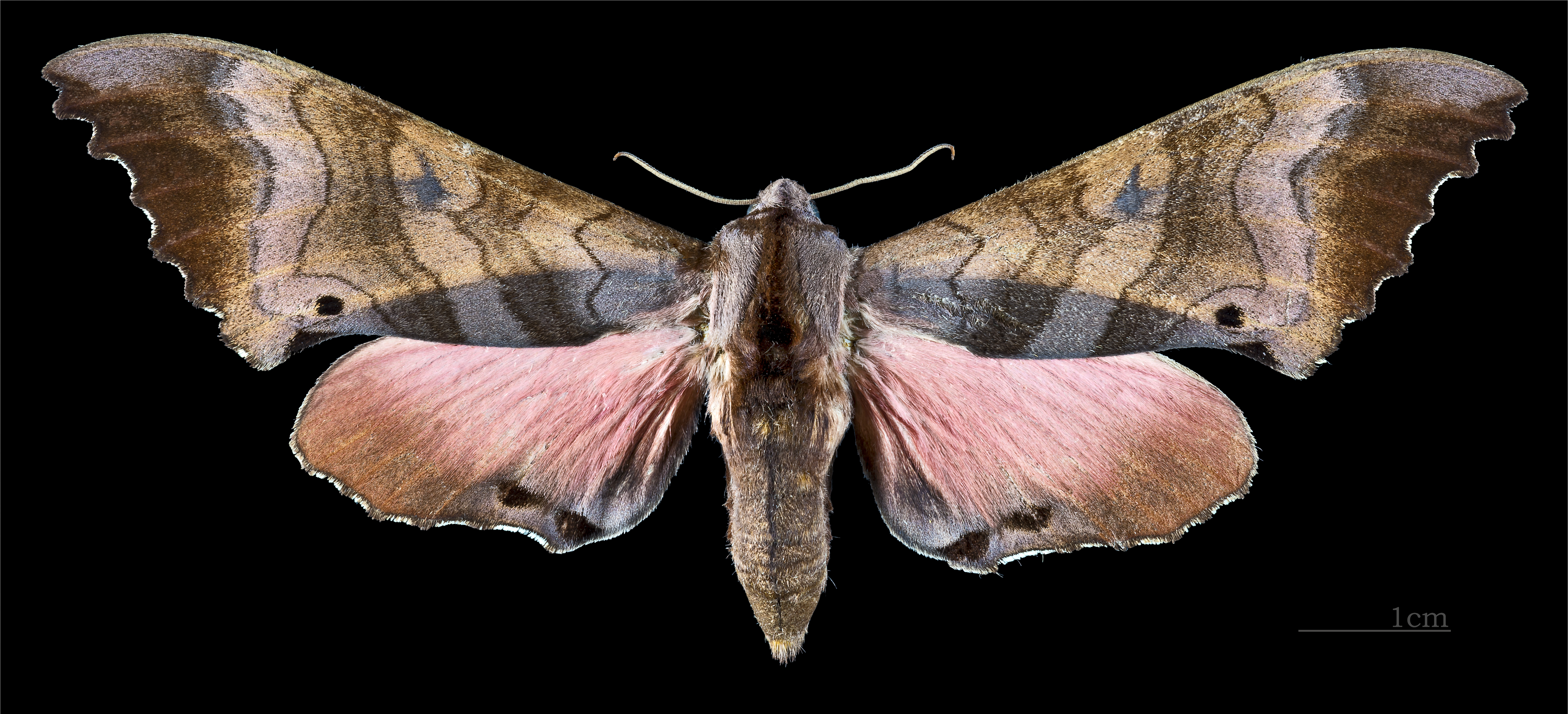
Marumba gaschkewitschii gressitti  avers de la femelle (coll.MHNT)
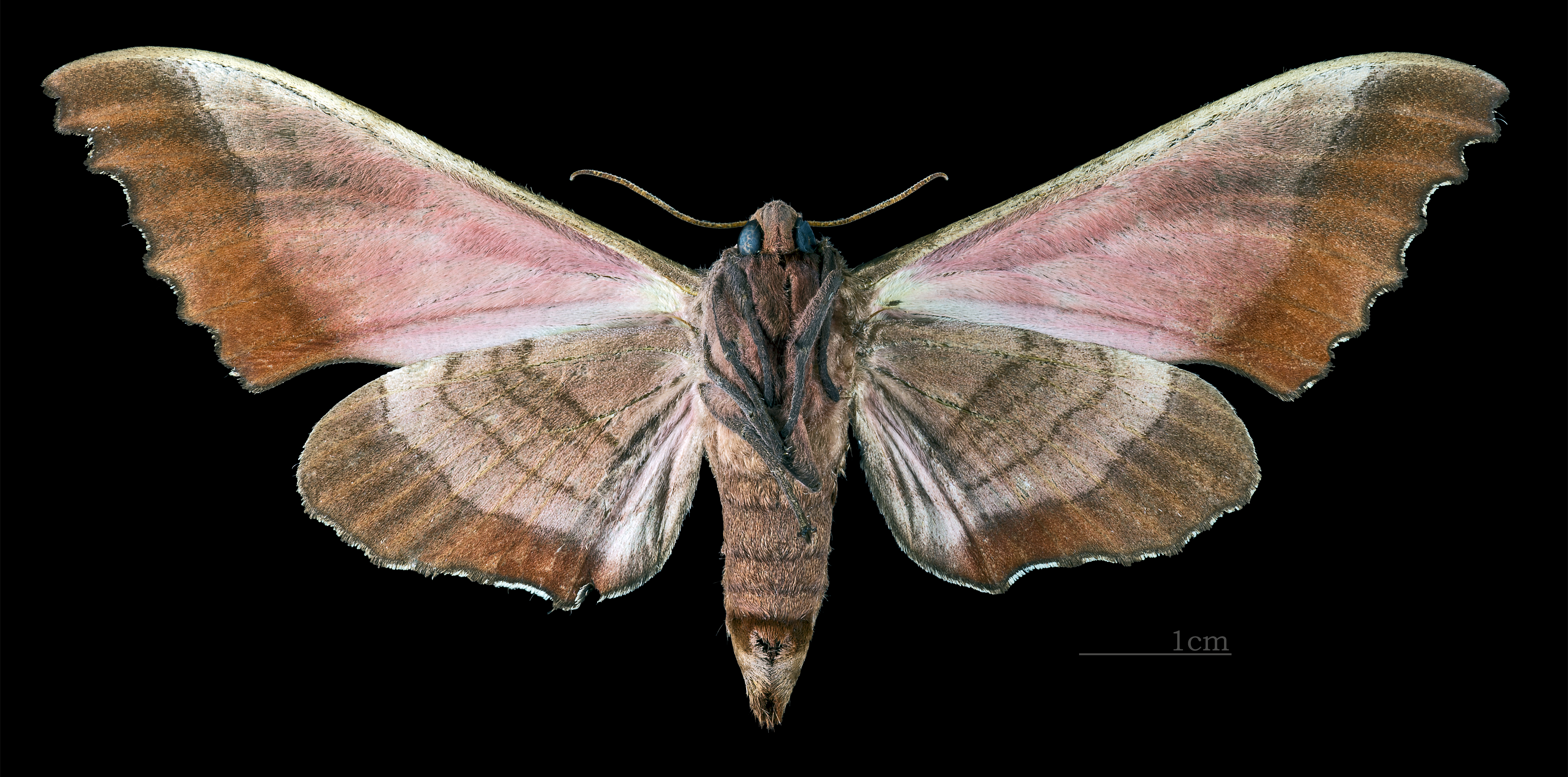
Marumba gaschkewitschii gressitti  revers de la femelle (coll.MHNT)